# Авателе
Авателе (англ. Avatele) — село, розташоване в південно-західній частині острова Ніуе (володіння Нової Зеландії) на півдні Тихого океану. Є адміністративним центром однойменного округу. 

## Географія
Село Авателе розташована на березі однойменної бухти, приблизно, за 7 км на південь від столиці Ніуе. Найближчий населений пункт — село Тамакаутога, містится за 2 км на північ. 
Висота центру села над рівнем моря дорівнює 16 м. 

## Населення
Населення, згідно з даними перепису населення 2006 року, становить 164  людини.
| Динаміка зміни чисельності населення Авателе | Динаміка зміни чисельності населення Авателе | Динаміка зміни чисельності населення Авателе | Динаміка зміни чисельності населення Авателе | Динаміка зміни чисельності населення Авателе |
| Рік                                          | 1986                                         | 1997                                         | 2006                                         |                                              |
| -------------------------------------------- | -------------------------------------------- | -------------------------------------------- | -------------------------------------------- | -------------------------------------------- |
| жителів                                      | 195                                          | 143                                          | 164                                          |                                              |